# Kostiantyniwka (rejon berdyczowski)
Kostiantyniwka (ukr. Костянтинівка, pol. Konstantynówka) – wieś na Ukrainie, w obwodzie żytomierskim, w rejonie berdyczowskim. W 2001 roku liczyła 10 mieszkańców.